# Jan Gilas
Jan Gilas (ur. 7 września 1901 w Lublinie, zm. 9 września 1939 tamże) – polski woźny, sławny wyniesieniem niewybuchu podczas niemieckiego nalotu na Lublin i uratowaniem wielu osób.

## Życiorys
Syn Stanisława i Anny z Kołodyńskich. 15 kwietnia 1928 ożenił się z Otolią z d. Boguta. Małżonkowie mieli dwoje dzieci: Jadwigę (ur. 1930) oraz Józefa (ur. 1933). Od początku lat 30. pracował w lubelskim magistracie jako woźny.
9 września 1939 podczas niemieckiego nalotu na Lublin, jedna z bomb spadła na Ratusz i przebiła się przez II i I piętro budynku, jednak nie wybuchła. Tego dnia zgromadziło się w nim wielu ludzi, jako że był to dzień wypłaty. Jan Gilas sam, gołymi rękami, wyniósł niewybuch z budynku, ratując zgromadzonych w nim ludzi. Tuż po wyjściu z Ratusza zmarł prawdopodobnie na zawał serca, spowodowany stresem i zmęczeniem. Moment jego śmierci uwiecznił lubelski fotograf Ludwik Hartwig. Pochowany jest na cmentarzu przy ulicy Unickiej w Lublinie.
Pomimo swojego bohaterstwa przez szereg lat pozostał raczej zapomniany, pojawiając się tylko w kilku albumach. W 2018 roku wskutek oddolnej inicjatywy społecznej, która zebrała 1500 podpisów, odsłonięto pamiątkową tablicę mu poświęconą oraz nadano jego imię krótkiej ulicy w pobliżu lubelskiego ratusza.